# Уэйнрайт, Хелен
Хелен Уэйнрайт (англ. Helen Wainwright, в замужестве Стеллинг, англ. Stelling; 15 марта 1906, Нью-Йорк, Нью-Йорк — 8 октября 1965, Хэмптон Бэйс, Нью-Йорк) — американская пловчиха и прыгунья в воду, двукратный серебряный призёр летних Олимпийских игр.

## Биография
Хелен родилась в 1906 году в семье каменщика Джона Уэйнрайта, который иммигрировал в Нью-Йорк из Ланкастера в 1888 году. На летних Олимпийских играх 1920 года 14-летняя Уэйнрайт завоевала серебряную медаль в прыжках в воду с трамплина 3 м. В 1922 году спортсменка установила мировой рекорд в плавании на 1500 м. На летних Олимпийских играх 1924 года Уэйнрайт заняла второе место в плавании на дистанции 400 м вольным стилем, уступив соотечественнице Марте Норелиус. Уэйнрайт является одной из 3 американок, кто занимал призовые места на Олимпийских играх и в плавании, и в прыжках в воду, и единственной, кто в обоих видах спорта завоевал серебряную медаль.

Риджин, Эдерле и Уэйнрайт

Уэйнрайт была 2 раза чемпионкой США в прыжках в воду и 17 раз чемпионкой в плавании на соревнованиях Любительского спортивного союза. Пловец Луи Хендли называл её «быстрейшей пловчихой в мире». После Олимпийских игр Уэйнрайт и другие чемпионки Гертруда Эдерле и Эйлин Риджин гастролировали по театрам США, используя переносной резервуар для воды. В 1926 году Уэйнрайт была выбрана как первая женщина, которая должна была переплыть Ла-Манш, однако из-за травмы её заменила Эдерле.
В 1930-х Уэйнрайт работала тренером по плаванию на круизных суднах в Нью-Йорке. Она вышла замуж за лейтенанта Кри Стеллинга. В годы Второй мировой войны Хелен Стеллинг пожертвовала свои медали на металл для военных нужд, однако часть её медалей сохранилась и выставлена в Зале Славы.
Хелен Стеллинг ушла из жизни в 1965 году на 60-м году жизни. В 1972 году она была посмертно включена в Зал Славы мирового плавания.